# 金芳典
金芳典（： Kim Bangjeon，2000年5月15日—），日本名金本芳典（日语：／ Kanemoto Yoshinori ），藝名Yoshi（日语：ヨシ），在韓國發展的日韩混血男歌手，父系為在日韓國人。2020年8月，以YG娛樂旗下的男子組合Treasure出道，為RAPPER。

## 經歷

### 出道前
家中成員由母親和姐姐组成。母親是日本人，父親是韓國人。在日本長大，是在日韓國人四代， 父親在他讀中學一年級時去世。
2016年，通過徵選，成為YG Japan練習生。2018年11月，參加YG娛樂推出的出道生存綜藝節目YG寶石盒。

### TREASURE活動
2019年2月2日，公佈為Treasure13及分隊Magnum的成員。2020年8月7日，正式以Treasure成員出道。
2021年1月，為日本動漫《黑色五葉草》片尾曲〈Beautiful （页面存档备份，存于）〉作詞。

## 音樂作品
所屬團體之共同作品，請參閱Treasure (組合)#音樂作品

### 創作作品
韓國音樂著作權協會(KOMCA)登記編號：10027556
- 僅列出個人參與創作的作品

| 年份   | 發行日期 | 演唱者   | 專輯名稱                            | 歌曲名稱  | 製作部分 | 備註  |
| 2021年 | 3月31日  | Treasure | 《THE FIRST STEP: TREASURE EFFECT》 | Beautiful | 作詞     | 與JUN |

### 翻唱歌曲
| 年份   | 發佈日期 | 歌曲名稱                          | 原唱歌手 | 合作團員                     |
| 2022年 | 5月20日  | Still Life （页面存档备份，存于） | BIGBANG  | 崔玹碩、志焄、Haruto、朴炡禹 |

## 影視作品
所屬團體之共同作品，請參閱Treasure (組合)#影視作品

### 綜藝節目
| 年份   | 播放日期 | 電視台/頻道 | 節目名稱         | 集數                        | 備註                   |
| 2022年 | 4月22日  | tvN/Youtube | 라끼돌(RAKKIDOL) | EP.2 （页面存档备份，存于） | 與俊奎、方藝潭特別出演 |

### 電台節目
| 年份   | 播放日期 | 廣播頻道 | 節目名稱   | 備註                     |
| 2022年 | 3月28日  | FM東京   | Blue Ocean | 與Mashiho、Asahi、Haruto |